# 田口成良
田口 成良（たぐち の しげよし）は、平安時代末期から鎌倉時代初期にかけての武将・豪族。粟田成良、重能・成能とも。

## 出自
紀氏の流れを汲み、弘仁元年（810年前後）に阿波守に就任した田口息継の後裔とされる。これに対して、『山槐記』治承2年10月19日条に「内舎人粟田則良」の名前があり、かつ同国の在庁官人として粟田氏が存在することから、田口氏は誤伝で正しくは粟田氏であるとする説もある。
また、元亀4年に記されたとされる『阿波州古城諸将記』によれば、田口息継が大同3年（808年）8月に阿波国司に任ぜられ、息継の何代か後の阿波介・国風は桜間にいて、阿波国統治につとめ、その子の文治・直行は桜間の防備を整え、承平天慶の乱の際に、藤原純友が讃岐・阿波に侵入したのを迎え撃ったといわれる。直行は桜間を名乗って阿波を統治し、その子孫も代々その職を継ぎ、それより十代の桜間外記大夫良連まで桜間を名乗ったが、良連の跡を継いだ良連の甥成は田口を名乗り武威を誇ったという。

## 生涯
阿波国、讃岐国に勢力を張った四国の最大勢力で、早い時期から平清盛に仕え、平家の有力家人として清盛の信任が厚かった。承安3年（1173年）、清盛による大輪田泊の築港奉行を務め、日宋貿易の業務を担当したと見られる。鹿ケ谷の陰謀では首謀者の1人であった西光の四男・藤原広長が阿波阿波郡柿原（現阿波市吉野町）にあり、清盛の命により成良が柿原を襲撃して広長を討ち取った。西光の一族は近藤氏を称して在庁官人として進出しており、成良の出身とされる粟田氏とは競合関係にあったとされている。成良が平家に接近した背景には西光を通じて院権力の支援を受けた近藤氏との対立があったとされる。翌年には中宮徳子の御産の為の成功に応募して兵衛尉の地位を得るべく7000疋を献上している。
治承・寿永の乱が起こると軍兵を率いて上洛し、平重衡の南都焼討で先陣を務めた（『山槐記』）。美濃源氏の挙兵で美濃国へ出陣し、蹴散らされて被害を出している。寿永2年（1183年）7月の平氏の都落ち後、四国に戻って讃岐を制圧する。屋島での内裏造営を行い、四国の武士を取りまとめた。一ノ谷の戦い、屋島の戦いでも田口一族は平氏方として戦うが、屋島の戦いの前後、源義経率いる源氏方に伯父・田口良連、弟・桜庭良遠が捕縛・襲撃され、志度合戦では嫡子・田内教能が義経に投降したという。『平家物語』によれば、教能が投降した事を知った成良は壇ノ浦の戦いの最中に平氏を裏切り、300艘の軍船を率いて源氏方に寝返った事により、平氏の敗北を決定づけたとされる。しかし、『吾妻鏡』には平氏方の捕虜に成良の名が見られ、正否ははっきりしない。
延慶本『平家物語』によれば、成良は主人を裏切った不忠の者として斬罪が決められると、成良は怒って数々の暴言を吐き、御家人達の不興を買ったため、籠に入れられて火あぶりの刑にされたという。
なお、東大寺を再建した勧進僧俊乗房重源の足跡を辿った『南無阿弥陀仏作善集』に東大寺浄土堂に安置された10体の丈六仏のうち9体が阿波からもたらされたが、『東大寺建立供養記』にはその丈六仏の願主が「阿波民部大夫重能」であったと記されている。丈六仏が東大寺に納められたのは、重源の計らいであったことがわかる。しかも、江戸時代初期の作品である『東大寺寺中寺外惣絵図』の浄土堂跡近くに「阿波民部重義」に関係すると思われる石塔（層塔）が描かれているが、これは成良の供養塔と推定されている。その一方で、『東大寺建立供養記』に記された寄贈の経緯には成良が南都焼討に加担したと記されている事から、成良の斬罪は焼討の罪を問われたのではないかとする推測もある。

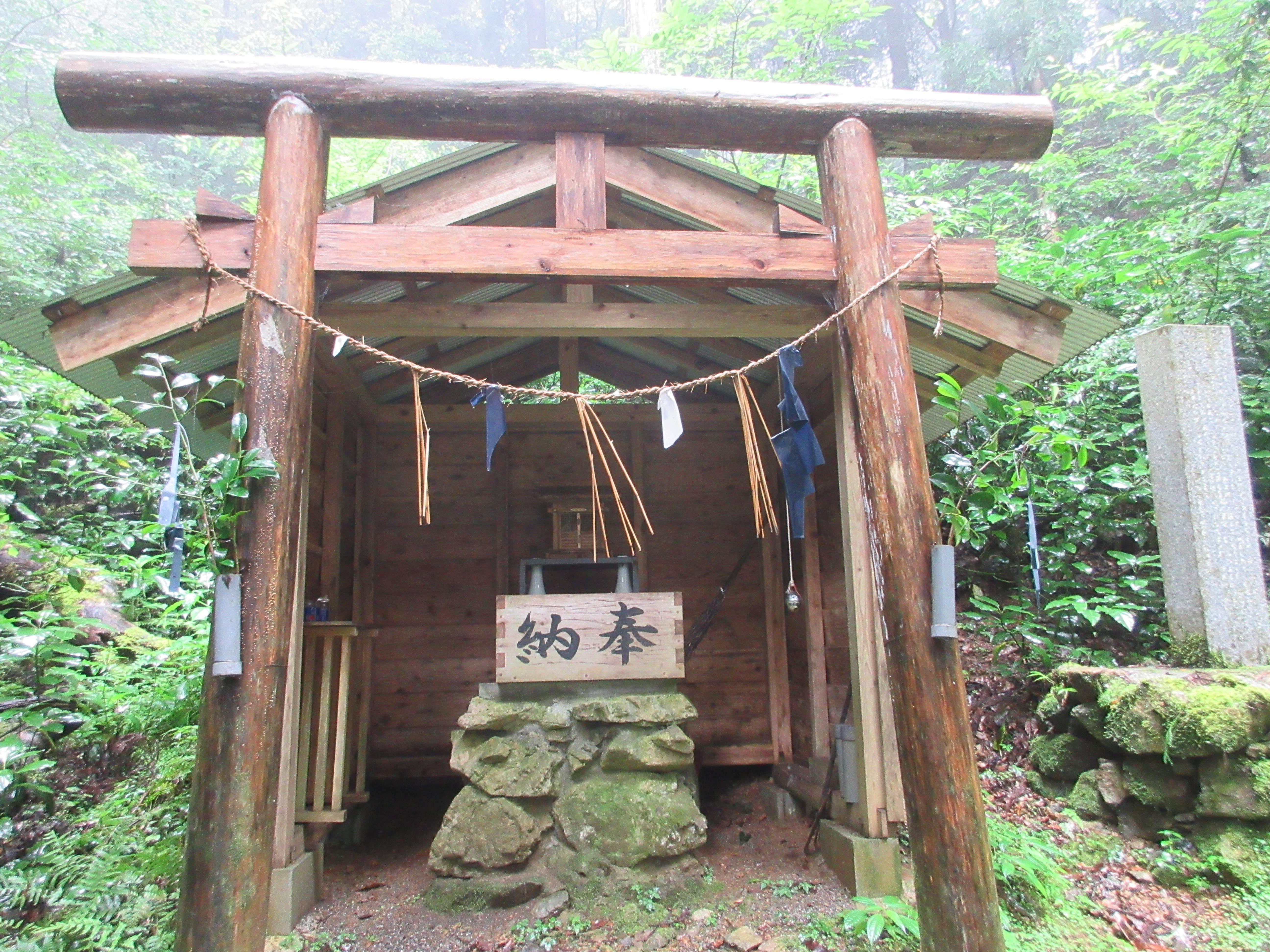
田口社（高知県高岡郡越知町越知丁丁2332田口成良を祀る社と石碑に記述あり）